# 壽寂之
壽寂之（？—471年），吳興郡人，南朝宋時期官員。壽寂之曾參與推翻宋前廢帝的圖謀，並親手行弒，助宋明帝登位。但後來表現得貪賄凶暴，亦為宋明帝所疑忌，於是遭流放並在路上被殺。

## 生平
壽寂之在宋前廢帝在位時期擔任主衣，但不為廢帝所喜。景和元年（465年），湘東世子師阮佃夫等人與禁中將軍柳光世等人密謀起事推翻廢帝，並看中廢帝立皇后路氏為時機。當年十一月二十九日（466年1月1日）早上，前廢帝出華林圍，並讓山陰公主與一直被幽禁殿內的建安王劉休仁、山陽王劉休祐同行，只有湘東王劉彧仍在祕書省中，憂懼不已。此時阮佃夫就將計謀散布給殿內包括壽寂之在內的一些人。當時廢帝意欲南巡，侍仗的直閤將軍宗越等人都在準備外出之事，華林圍防衞只由隊主樊僧整主理，而僧整被同鄉柳光世策反。雖然細鎧主姜產之招集了隊副聶慶及一些壯士準備，但阮佃夫仍怕人手太少，想進一步廣傳消息，但壽寂之怕圖謀會因而敗露，勸止了他。
宋前廢帝因為之前巫師說竹林堂有鬼，故此這天晚上就與巫師在竹林堂射鬼，壽寂之就藏著刀直赴華林園，並有姜產之做副手，其他人亦在後跟隨繼進。壽寂之接近廢帝時，廢帝試圖用箭射他，但沒命中，於是逃跑，壽寂之追上去並親手弒殺廢帝。不久，湘東王劉彧獲眾推為帝，對參與行動的眾人加以封賞，壽寂之獲封應城縣侯，食邑千戶。泰始二年（466年），壽寂之接著參與明帝抵抗義嘉政權的戰事，領兵參與東平會稽，終得軍功而再增二百戶。壽寂之先獲升任羽林監，後轉太子屯騎校尉，不久又加寧朔將軍、南泰山太守。
壽寂之雖然因功而得進，但卻常常受賄，也不斷向其他人苛索財貨，不聽他的話就會遭到其惡罵。他也常說：「利刀在手，何憂不辦。」遂曾殘忍殺傷屬下將吏。泰始七年（471年），壽寂之的行為被奏報，劉彧認為壽寂之不會是能支持太子的人，於是趁這機會要除掉他，於是讓他流放到偏遠的越州。壽寂之走到豫章後就試圖逃跑，遂被殺。